# 批評家 (オペラ)
『批評家』Op. 144（ひひょうか、The Critic）は、1915年にチャールズ・ヴィリアーズ・スタンフォードが作曲したオペラである。リチャード・ブリンズリー・シェリダンの同名の喜劇をもとに作曲された。
ルウィス・ケーンズ・ジェームズ（Lewis Cairns James）によって作成された台本は原作の文言を工夫して使用している。この作品はカムデン・ロンドン特別区にあるシャフテスベリー劇場（Shaftesbury Theatre）で初演され好評を博した。後年トマス・ビーチャムにも取り上げられマンチェスターとロンドンで上演された。